# Dysmicoccus polymeris
Dysmicoccus polymeris är en insektsart som beskrevs av Miller och Mckenzie 1971. Dysmicoccus polymeris ingår i släktet Dysmicoccus och familjen ullsköldlöss. Inga underarter finns listade i Catalogue of Life.